# Sometimes I Wish We Were an Eagle
Albums de Bill Callahan
Woke on a Whaleheart
(2007) Apocalypse
(2011)
Sometimes I Wish We Were an Eagle est un album de Bill Callahan, sorti en 2009.

## L'album
Mojo le classe à la deuxième place des meilleurs albums de 2009 et NME, 443e des 500 meilleurs albums de tous les temps. 
Il fait partie des 1001 albums qu'il faut avoir écoutés dans sa vie.

### Titres
Tous les titres sont de Bill Callahan. 
1. Jim Cain (4:39)
2. Eid Ma Clack Shaw (4:19)
3. The Wind and the Dove (4:34)
4. Rococo Zephyr (5:42)
5. Too Many Birds (5:27)
6. My Friend (5:12)
7. All Thoughts Are Prey to Some Beast (5:52)
8. Invocation of Ratiocination (2:41)
9. Faith/Void (9:44)